# 于松 (多姆山省)
于松（法語：Usson，法語發音：[ysɔ̃]）是法国多姆山省的一个市镇，属于伊苏瓦尔区。

## 地理
于松（45°31'38"N, 3°20'22"E）面积5.43 平方千米，位于法国奥弗涅-罗讷-阿尔卑斯大区多姆山省，该省份为法国中南部省份，北起阿列省接壤，东临卢瓦尔省，南至上盧瓦爾省和康塔爾省，西接科雷兹省和克勒兹省。
与于松接壤的市镇（或旧市镇、城区）包括：圣让昂瓦勒、圣雷米德沙尔尼亚、索克西朗日、瓦雷讷叙于松。

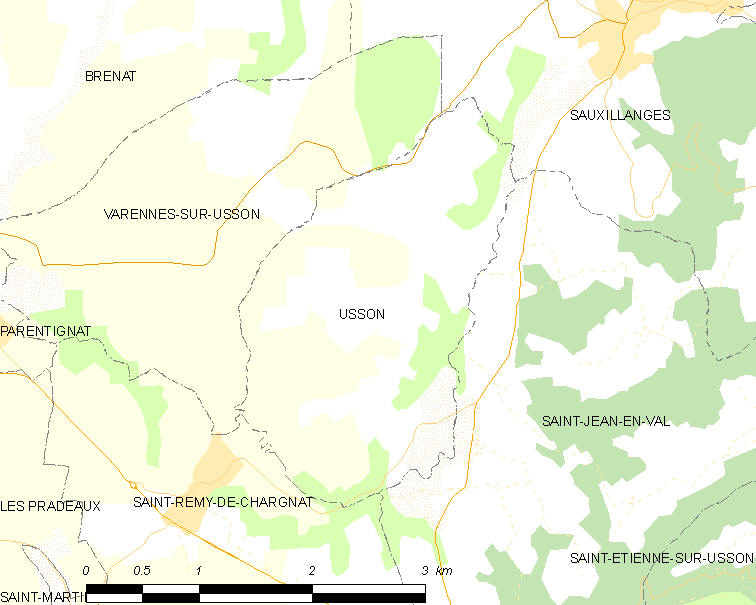
的OSM定位图

于松的时区为UTC+01:00、UTC+02:00（夏令时）。

## 行政
于松的邮政编码为63490，INSEE市镇编码为63439。

## 政治
于松所属的省级选区为布拉萨克莱米讷县。

## 人口

1962-2008年间人口变化图示

于松于2022年1月1日时的人口数量为297人。